# Псоріазин
Псоріазин (Psoriasinum) — місцевоподразнюючий та кератопластичний засіб, мазь, що містить дихлордіетилсульфід у співвідношенні 1 частина на 20 000 частин вазеліну (0,005 г в 100 г).
Форми випуску в СРСР: алюмінієві туби по 25 та 35 г; скляні банки по 100 г; в РФ: алюмінієві туби по 50 та 100 г; скляні банки по 90 г.

## Історія
Винайдена наприкінці 1930-х років у СРСР. За повідомленням журналу «Експериментальна медицина», мазь випробувано в Центральному шкірно-венерологічному інституті на великій кількості хворих і апробована фармакопейним комітетом Вченої медичної ради Наркомадоров'я СРСР. На початку 1940-х мазь почали виробляти у заводських умовах. Винахідникові видано грошову премію.

## Властивості
Псоріазин має місцевоподразнюючу, кератопластичну та протизапальну дію, а також сприяє росту волосся. Механізм дії препарату не з'ясований повністю. Існує припущення, що лікувальний ефект обумовлений частково стимулюючим впливом дихлордіетилсульфіда на аферентні нервові закінчення та його взаємодією з білками і ферментами шкіри.

## Застосування
Псоріазин застосовується зовнішньо, переважно при: гніздовій алопеції (частіше), псоріазі (значно рідше; у стаціонарній стадії). 

### Спосіб застосування при гніздовій алопеції
- Мазь (у рівних частинах з касторовою олією) втирають у вогнища ураження з інтервалом 1—4 дні.
- Після 4—8 втирань необхідно вимити голову.
- Втирання проводять по ходу росту волосся для профілактики фолікулітів.
- Перед початком лікування слід перевірити індивідуальну переносимість препарату.
- Не наносити на повіки, щоб уникнути подразнення.[2]

### Спосіб застосування при псоріазі
- Мазь втирають у вогнища ураження 1—2 рази на день протягом 5—6 днів, потім роблять одноденну перерву.
- З другої тижня наносять мазь на шкіру та накладають оклюзійну пов'язку на 1—4 години.
- Після двох тижнів лікування роблять перерву на 3—5 днів, під час якої призначають 1—2% саліцилову мазь або крем Унни.
- Не слід наносити на шкіру після ванни, щоб уникнути дерматиту.
- Комбінація з УФ-опроміненням і сірководневими ваннами неприпустима.[2]

### Особливості
Лікування проводять під лікарським контролем. Не рідше ніж, щотижня слід проводити дослідження крові та сечі. Не використовувати при підвищеній чутливості до компонентів препарату. Зберігання у прохолодному місці під замком. Відпуск тільки за рецептом лікаря; для повторного відпуску потрібний новий рецепт.
Протипоказання:
- Захворювання паренхіматозних органів і крові.
- Схильність до алергічних реакцій.
- Підвищена чутливість шкіри до сонячного світла.

- Повторне застосування при псоріазі може спричинити часті рецидиви та погіршення стану.[2]

## Побічні ефекти
Можуть виникнути такі побічні ефекти:
- Еритема.
- Набряк шкіри.
- Бульозний дерматит.
- Свербіж (особливо при нанесенні на складки шкіри).
- Фолікулярна піодермія.
- Можливий розвиток псоріатичної еритродермії(інші мови).

- При підвищеній чутливості повторні курси можуть змінити перебіг псоріазу.[2]